# Шипкове
Шипкове (словац. Šípkové) — село, громада округу П'єштяни, Трнавський край. Кадастрова площа громади — 8.3 км².
Населення 293 особи (станом на 31 грудня 2020 року).

## Історія
Шипкове згадується 1349 року.

## Населення
| Рік:            | 1994. | 2004.    | 2014.   | 2024.   |
| --------------- | ----- | -------- | ------- | ------- |
| Кількість осіб: | 416   | 337      | 316     | 303     |
| Різниця:        |       | -18,99 % | -6,23 % | -4,11 % |

| Рік:            | 2023. | 2024. |
| --------------- | ----- | ----- |
| Кількість осіб: | 300   | 303   |
| Різниця:        |       | +1 %  |